# Neonella salafraria
Neonella salafraria är en spindelart som beskrevs av Ruiz, Brescovit 2004. Neonella salafraria ingår i släktet Neonella och familjen hoppspindlar. Inga underarter finns listade i Catalogue of Life.